# Ahlam al-Rashid
Ahlam al-Rashid, também pode ser grafado como Ahlam al-Rasheed (nascida em Maarate Anumane, no noroeste da Síria), é uma educadora síria, que atua para melhorar a vida das pessoas afetadas pela Guerra Civil Síria. Ela é Professora e Diretora do Centro de Empoderamento das Mulheres, no norte da Síria. Por suas ações, em 2017, ela foi nomeada uma das 100 Mulheres mais influentes e inspiradoras do mundo pela BBC.

## A Guerra da Síria
A Guerra Civil Síria começou como uma série de grandes protestos populares em 26 de janeiro de 2011 e progrediu para uma violenta revolta armada em 15 de março de 2011. A oposição alega querer destituir o presidente Bashar al-Assad e instalar um novo governo mais democrático no país, enquanto o governo sírio diz estar combatendo terroristas armados que querer desestabilizar o país. O governo sírio enviou suas tropas para as cidades revoltosas com o objetivo de encerrar a rebelião, o que resultou em centenas de mortes, a grande maioria de civis. No fim de 2011, soldados desertores e civis armados da oposição formaram o chamado Exército Livre Sírio para lutar contra o Estado. Em agosto de 2011, a oposição se uniu no chamado Conselho Nacional Sírio e a luta armada então se intensificou, assim como as incursões das tropas do governo em áreas controladas por opositores. A partir de 2013, um grupo autoproclamado Estado Islâmico começou a reivindicar territórios na região e passou a atacar qualquer uma das facções (apoiadoras ou contrárias a Assad), buscando hegemonia total. Em junho de 2014, proclamaram um Califado na região e impuseram a sharia (lei islâmica) em seus territórios.
Segundo informações de ativistas de direitos humanos dentro e fora da Síria, o número de mortos no conflito passa das 500 mil pessoas, sendo mais da metade de civis. Outras 130 mil pessoas teriam sido detidas pelas forças de segurança do governo. Em 2015, 4.3 milhões de refugiados sírios já haviam buscado refúgio em países vizinhos; e outro 7.6 milhões de sírios haviam se deslocados internamente. O conflito também gerou uma enorme onda migratória de sírios e árabes em direção a Europa, sem paralelos na história do continente desde a Segunda Guerra Mundial.

## Os campos de concentração
Como Ahlam al-Rashid indica,
| “           | O processo de adaptação à vida no campo de refugiados ocorre em etapas antes que a pessoa comece a se sentir realmente acomodada. Uma equipe do centro desempenha o papel de reabilitar os recém-deslocados e fornecer-lhes uma ideia detalhada de como garantir comida, água e cuidar de outras necessidades diárias. | ” |
| — Al-Rashid | |   |

Além disso,
| “                 | A maioria dos desafios enfrentados pelas mulheres no norte da Síria se relacionam com as tradições e costumes, o que reduz o papel das mulheres em nome da religião e impõe a dominação religiosa para marginalizá-las e excluí-las dos círculos de ação e influência. No entanto, a religião islâmica é inocente disso, porque a mulher foi criada para trabalhar como o homem, carregar, dar à luz e criar gerações, e é seu direito ser educada e empregada, escolher seus próprios parceiros e rejeitar violência contra eles. | ” |
| — Ahlam Al-Rashid | |   |

Os campos de concentração foram criados a tanto tempo que se converteram em pequenas cidadelas. Algumas pessoas abriram pequenas lojas de diferentes produtos, que são entregues nos acampamentos pelos mesmos fornecedores que vendiam tais produtos nas cidades antes dos bombardeios.

## A atuação de Ahlam al-Rashid
Entre 1990 e 2013, Ahlam al-Rashid ensinava árabe para alunos de todas as idades escolares. Com a Guerra Civil Síria, como outros milhões de pessoas, ela precisou fugir de sua região para campos de refugiados localizados fora da zona de bombardeios e destruição. Ao longo dos anos, ela trafegou entre os campos de Otmh (na Síria) e Al-Karamah (na Jordânia). Em 2015, estava no campo de Otmh, perto da fronteira com a Turquia.
Como diretora de centros de proteção e empoderamento de mulheres, Ahlam al-Rashid supervisionou mais de 16 centros, e sua atuação voluntária se distribuiu em diversas frentes em busca de organizar cursos e atividades para melhorar a vida dos refugiados:
- cursos preparatórios para os jovens estudantes,
- inglês para iniciantes,
- alfabetização e memorização do Alcorão para mulheres,
- aulas de costura, bordado e tecelagem para as mulheres,
- sensibilização sanitária, social e psicológica,
- apoio psicológico,
- conscientização sobre a violência contra as mulheres,
- proteção aos jovens.

Sua organização treinou cerca de 4.800 pessoas até 2019 e mais de 1.000 delas encontraram empregos.
Mas sua atuação passa ainda por outros cuidados, de acordo com as necessidades que ela percebe em cada campo de refugiados por onde passa: distribuição de roupas, inspeção das condições sanitárias, auxílio na instalação de próteses para amputados, atendimento das necessidades dos deficientes.
Ela esteve com mulheres de diversos deslocamentos (como Aleppo, zona rural de Hama, zona rural de Idleb e Ghouta), além disso, trabalhou com várias organizações humanitárias, como a MEDCAL e o International Rescue Committee (IRC). Foi chefe do Comitê Legal da Babilonia.

## Reconhecimento
Em 2017, Ahlam al-Rashid foi selecionada para participar do concurso ‘Change Makers’ no mundo árabe e, após mais de dois meses de indicações, conquistou a Medalha de Ouro de Change Makers de 2018.
Ela foi nomeada uma das 100 Mulheres mais influentes e inspiradoras do mundo pela BBC na lista de 100 Mulheres de 2017.